# Давньотюркський словник
Давньотюркський словник (рос. Древнетюркский словарь) — фундаментальне тлумачно-перекладне видання з елементами енциклопедичного пояснення давньотюркських етимологій. Перша редакція Давньотюркського словника була підготовлена і випущена Сектором алтайських мов Ленінградського Відділення Інституту мовознавства АН СРСР в 1969 році. В 2016 році в Казахстані вийшло друге видання словника.
Представляє собою звід лексики, яка збереглася у численних тюркомовних пам'ятках VІІ-ХІІІ століть. Словник містить біля 20000 слів і стійких словосполучень. Пояснення слів і словосполучень ілюструється цитатами з текстів пам'яток та перекладів цитат із зазначенням їх джерела.
Джерела для укладання словника досить різноманітні за своїм характером і змістом, географічною та історичною приналежністю. Словник є першою спробою узагальненого збору відомостей, що збереглися в письмових пам'ятках лексики древніх тюркських мов і діалектів. Робота над складанням давньотюркського словника була розпочата з ініціативи та за участю видатного радянського тюрколога Олександра Боровкова, який очолював групу укладачів в 1958—1962 роках, доки раптова смерть не перервала його роботу над словником. Після цього була сформована нова редколегія з чотирьох осіб — Володимира Надєляєва, Дмитра Насілова, Едхяма Тенішева та Олександра Щербака; спільними зусиллями була уточнена і удосконалена структура словника. Укладальні роботи були закінчені в 1965 році, після чого почалося редагування словникових статей редакторами словника.